# Colmena Smith
La Colmena Smith fue diseñada por W. Smith, un apicultor de origen escocés, muy famoso en Escocia. Es una colmena de estilo norteamericana, cuya cámara de cría mide 463 mm por 416 mm, utiliza cuadros estándares ingleses, de salientes cortas, por lo general con separación Hoffman. La piquera se encuentra en el lado largo de la colmena, los cuadros se colocan en posición perpendicular a la piquera (exposición en frío), si se quisiera tener exposición en caliente es necesario modificar el piso para que tenga la entrada en el lado más corto, lo cual se realiza en el norte del país.